# Las Aldas
Las Aldas ou Las Haldas é um grande complexo arqueológico do Peru localizada na costa do Oceano Pacífico a aproximadamente 300 quilômetros ao norte de Lima e a cerca de 20 km ao sul do vale do rio Casma , conhecida pelas extensas ruínas da Cultura Sechin . Floresceu durante o Período Cerâmico inicial (1800-1000 a.C.).

## Descoberta e descrição
Las Aldas foi descoberta em 1956 e tem sido estudada por muitos arqueólogos. Não foi descoberta anteriormente por causa de sua localização improvável, longe de fontes de água doce e terrenos que poderiam ser irrigados para a agricultura. Las Aldas está localizada em um terraço perto, mas acima do litoral rochoso, a uma altitude de cerca de 37 m. A área em torno de Las Aldas é quase desprovida de vegetação. Esta área recebe anualmente menos de 25 mm de precipitação. 
As ruínas cobrem cerca de 400.000 m² , constituídos por uma área central de 370 metros em forma de U com uma grande construção em uma das extremidades e quatro praças ligeiramente elevadas. A maior das praças tem um paço circular. Em torno da área central estão 18 construções menores adicionais, cada um com sua praça e um com outro paço circular. As áreas residenciais são encontradas em ambos os lados das ruínas monumentais. 
Las Aldas está isolada de outros sítios arqueológicos contemporâneos, sendo o mais próximo dos locais do interior onde houve potenciamento da agricultura a Região do Vale do Rio Casma, a 19 quilômetros ao norte, a mais próxima fonte de água doce. Ao longo de sua história, Las Aldas comercializou produtos marítimos para os assentamentos do Rio Casma em troca de produtos agrícolas. Os produtos agrícolas que foram descobertos em Las Aldas incluem algodão , feijão-de-lima, batatas , pimentas e lúcuma (uma fruta tropical ainda popular no Peru). Todos esses produtos provavelmente foram importados do vale do rio Casma. Curiosamente, o milho não foi encontrado em Las Aldas, embora nesta época já fosse cultivado no Peru. 